# Camp Hope
Camp Hope és una pel·lícula estatunidenca de George Van Buskirk estrenada el 13 d'agost 2010. Lionsgate posà a la venda la pel·lícula en DVD als Estats Units el 2011.

## Argument
Camp Hope se centra en un campament on assisteixen al final de cada estiu els joves d'una comunitat cristiana de New Jersey. Allà s'internen al bosc, lluny de qualsevol distracció mundana i on se'ls ensenya els camins del Senyor, i trobar la pau i l'espiritualitat.
Un carismàtic sacerdot és l'encarregat d'instruir-los, però aquesta vegada ha implicat sense saber-lo alguna cosa, alguna cosa realment maligne. El que se suposava un lloc segur i un retir espiritual, es converteix en un malson que ni tan sols la fe no pot derrotar.

## Repartiment
- Will Denton com Tommy Leary
- Dana Delany com Patricia Leary
- Andrew McCarthy com Michael Leary
- Bruce Davison com Fr. Phineas McAllister
- Jesse Eisenberg com Daniel
- Valentina de Angelis com Melissa
- James McCaffrey com Dr. John
- Sasha Neulinger com Jimmy
- Spencer Treat Clark com Timothy
- Chris Northrop com Death Metal Kid
- Drew Powell com Bob
- Joseph Vincent Cordaro com Ryan
- Christopher Denham com Christian
- Caroline London com Rose Leary